# Mecometopus quadrifasciatus
Mecometopus quadrifasciatus là một loài bọ cánh cứng trong họ Cerambycidae.